# Thoreau Tennis Open 2021
Il Thoreau Tennis Open 2021 è stato un torneo femminile di tennis giocato sul cemento. È stata la 2ª edizione del torneo, la prima che fa parte della categoria WTA 125 nell'ambito del WTA Challenger Tour 2021. Si è giocato al The Thoreau Club di Concord negli Stati Uniti d'America dal 2 all'8 agosto 2021.

## Partecipanti al singolare

### Teste di serie
| Nazionalità   | Giocatrice          | Ranking* | Testa di serie |
| ------------- | ------------------- | -------- | -------------- |
| Belgio        | Alison Van Uytvanck | 59       | 1              |
| Taipei cinese | Hsieh Su-wei        | 73       | 2              |
| Stati Uniti   | Madison Brengle     | 75       | 3              |
| Russia        | Vera Zvonarëva      | 88       | 4              |
| Stati Uniti   | Lauren Davis        | 94       | 5              |
| Stati Uniti   | Christina McHale    | 100      | 6              |
| Belgio        | Greet Minnen        | 110      | 7              |
| Messico       | Renata Zarazúa      | 137      | 8              |
| Australia     | Storm Sanders       | 138      | 9              |

* Ranking al 26 luglio 2021.

### Altre partecipanti
Le seguenti giocatrici hanno ricevuto una wild card per il tabellone principale:
- Alycia Parks
- Katrina Scott
- Lulu Sun
- Sophia Whittle

Il seguente giocatore è entrato in tabellone con il ranking protetto:
- Rebecca Marino

Le seguenti giocatrici sono passate dalle qualificazioni:
- Robin Anderson
- Mariam Bolkvadze
- Victoria Duval
- Liang En-shuo

Le seguenti giocatrici sono entrate in tabellone come lucky loser:
- Alexa Glatch

### Ritiri
Prima del torneo
- Clara Burel → sostituita da  Rebecca Marino
- Vitalija D'jačenko → sostituita da  Beatriz Haddad Maia
- Anastasija Gasanova → sostituita da  Tatjana Maria
- Nao Hibino → sostituita da  Kurumi Nara
- Nuria Párrizas Díaz → sostituita da  Usue Maitane Arconada
- Alison Van Uytvanck → sostituita da  Alexa Glatch

## Partecipanti al doppio

### Teste di serie
| Nazione       | Giocatrice          | Nazione       | Giocatrice     | Rank1 | Seed |
| ------------- | ------------------- | ------------- | -------------- | ----- | ---- |
| Taipei cinese | Hsieh Su-wei        | Taipei cinese | Hsieh Yu-chieh | 182   | 1    |
| India         | Ankita Raina        | Regno Unito   | Eden Silva     | 275   | 2    |
| Ucraina       | Kateryna Bondarenko | Germania      | Tatjana Maria  | 279   | 3    |
| Stati Uniti   | Quinn Gleason       | Stati Uniti   | Jamie Loeb     | 336   | 4    |

* Ranking al 26 luglio 2021.

### Altre partecipanti
Le seguenti giocatrici hanno ricevuto una wild card per il tabellone principale:
- Brittany Collens /  Victoria Hu

### Ritiri
Prima del torneo
- Ankita Raina /  Eden Silva → sostituita da  Mona Barthel /  Ankita Raina

## Campionesse

### Singolare
Magdalena Fręch ha sconfitto in finale  Renata Zarazúa con il punteggio di 6–3, 7–6(4).

### Doppio
Peangtarn Plipuech /  Jessy Rompies hanno sconfitto in finale  Usue Maitane Arconada /  Cristina Bucșa con il punteggio di 3–6, 7–6(5), [10–8].